# Mgławica Frosty Leo
Mgławica Frosty Leo – mgławica protoplanetarna znajdująca się w odległości około 3000 lat świetlnych od Ziemi, w gwiazdozbiorze Lwa